# Mel Peterson
Melvin Lowell "Mel" Peterson (nacido el 23 de marzo de 1938 en Thief River Falls, Minnesota) es un exjugador de baloncesto estadounidense que disputó una temporada en la NBA, tres en la ABA, además de jugar en la EPBL. Con 1,93 metros de estatura, lo hacía en la posición de escolta.

## Trayectoria deportiva

### Universidad
Jugó durante cuatro temporadas con los Crusaders del Wheaton College, en las que promedió 20,4 puntos y 14,2 rebotes por partido, estableciendo además los récords de la universidad en ambos apartados (2.522 y 1.767), todavía vigentes en 2012. En 1957 ganó el campeonato de la División II de la NCAA, siendo elegido mejor jugador del torneo. Fue además elegido All-American entre 1957 y 1959. Es el único jugador salido del Wheaton College en llegar a jugar en la NBA o en la ABA.

### Profesional
Fue elegido en la septuagésimo octava posición del Draft de la NBA de 1960 por Detroit Pistons, pero no llegó a fichar por el equipo, tras pasar por la EPBL, no fue hasta 1963 cuando fichó por los Baltimore Bullets, donde únicamente jugó tres minutos repartidos en dos partidos.
En 1967 fichó por los Oakland Oaks de la ABA, con los que en su primera temporada promedió 9,5 puntos y 5,9 rebotes por partido. Al año siguiente se proclamaron campeones, tras derrotar a Indiana Pacers en las Finales, con Peterson promediando 5,4 puntos y 3,3 rebotes por partido.
En 1969 fichó por Los Angeles Stars, con os que nuevamente llegaría a disputar unas Finales, cayendo en esta ocasión ante los Pacers.

## Estadísticas de su carrera en la NBA y la ABA

### Temporada regular
| Temporada | Edad | Equipo            | Liga  | P   | TIT | MIN  | TC  | TCA | %TC   | 3P  | 3PA | %3P  | TL  | TLA | %TL   | R.OF. | R.DEF. | REB | ASIS | ROB | TAP | PER | FP  | PTS |
| 1963-64   | 25   | Baltimore Bullets | NBA   | 2   |     | 1.5  | 0.5 | 0.5 | 1.000 |     |     |      | 0.0 | 0.0 |       |       |        | 0.5 | 0.0  |     |     |     | 1.0 | 1.0 |
| 1967-68   | 29   | Oakland Oaks      | ABA   | 77  |     | 20.6 | 4.2 | 9.8 | .427  | 0.1 | 0.4 | .265 | 1.0 | 1.2 | .817  |       |        | 5.9 | 1.4  |     |     | 1.5 | 2.1 | 9.5 |
| 1968-69   | 30   | Oakland Oaks      | ABA   | 51  |     | 13.9 | 2.6 | 5.2 | .502  | 0.0 | 0.0 | .000 | 0.2 | 0.3 | .800  | 1.2   | 2.1    | 3.3 | 1.1  |     |     | 0.8 | 1.2 | 5.4 |
| 1969-70   | 31   | Los Angeles Stars | ABA   | 4   |     | 13.3 | 2.5 | 8.8 | .286  | 0.0 | 1.0 | .000 | 0.8 | 0.8 | 1.000 | 1.3   | 2.0    | 3.3 | 0.3  |     |     | 1.0 | 1.0 | 5.8 |
| Total     |      |                   | TOTAL | 134 |     | 17.6 | 3.5 | 7.9 | .442  | 0.1 | 0.3 | .225 | 0.7 | 0.8 | .820  | 1.2   | 2.1    | 4.7 | 1.2  |     |     | 1.2 | 1.7 | 7.7 |
|           |      |                   | ABA   | 132 |     | 17.8 | 3.5 | 8.0 | .441  | 0.1 | 0.3 | .225 | 0.7 | 0.8 | .820  | 1.2   | 2.1    | 4.8 | 1.2  |     |     | 1.2 | 1.7 | 7.8 |
|           |      |                   | NBA   | 2   |     | 1.5  | 0.5 | 0.5 | 1.000 |     |     |      | 0.0 | 0.0 |       |       |        | 0.5 | 0.0  |     |     |     | 1.0 | 1.0 |

### Playoffs
| Temporada | Edad | Equipo            | Liga | P  | TIT | MIN | TC  | TCA | %TC  | 3P  | 3PA | %3P  | TL  | TLA | %TL  | R.OF. | R.DEF. | REB | ASIS | ROB | TAP | PER | FP  | PTS |
| 1968-69   | 30   | Oakland Oaks      | ABA  | 14 |     | 7.0 | 1.3 | 2.1 | .600 | 0.1 | 0.1 | .500 | 0.5 | 0.9 | .583 |       |        | 2.0 | 0.3  |     |     | 0.4 | 0.8 | 3.1 |
| 1969-70   | 31   | Los Angeles Stars | ABA  | 4  |     | 5.5 | 0.8 | 1.5 | .500 | 0.0 | 0.0 |      | 0.3 | 0.5 | .500 |       |        | 1.5 | 0.5  |     |     | 0.0 | 0.5 | 1.8 |
| Total     |      |                   | ABA  | 18 |     | 6.7 | 1.2 | 2.0 | .583 | 0.1 | 0.1 | .500 | 0.4 | 0.8 | .571 |       |        | 1.9 | 0.3  |     |     | 0.3 | 0.7 | 2.8 |